# Bruno Sant’Anna
Bruno Henrique Santos Sant’Anna  (* 12. Juli 1993 in São José dos Campos) ist ein ehemaliger brasilianischer Tennisspieler.

## Karriere
Bruno Sant’Anna war ein erfolgreicher Spieler auf der ITF Junior Tour, wo er eine kombinierte Höchstplatzierung von Rang 14 im Jahr 2011 erreichte.
Zwischen 2009 und 2010 spielte er einige Turniere der ITF Future Tour und der ATP Challenger Tour, jedoch ohne Erfolg, er konnte nur einmal ein Match gewinnen.
2011 lief es besser: Er konnte zwei Halbfinals und ein Finale bei Futures erreichen sowie einige Matches bei Challengers gewinnen. Im Doppel gewann er außerdem seinen ersten Future-Titel. Er beendete das Jahr auf Rang 567 im Einzel und Rang 534 im Doppel.
2012 gewann er seine beiden ersten Future-Titel im Einzel. Im Doppel kam er in São Paulo bei den Brasil Open im Doppel durch eine Wildcard zu seinem einzigen Auftritt auf der ATP World Tour. An der Seite von Rogério Dutra da Silva verlor er dort gegen das an zwei gesetzte Doppel Daniele Bracciali und Potito Starace in zwei Sätzen.
Das Jahr 2013 wurde das erfolgreichste in seiner Karriere. Er gewann zwei Futures und erreichte zwei weitere Halbfinals, sodass er seine Höchstplatzierung im Einzel, einen 337. Rang, erreichte. In den folgenden Jahren konnte er zunächst sein Niveau halten – 2014 gewann er ein Future im Einzel – Mitte 2015 fiel er jedoch aus den Top 500, konnte erst 2016 erneut einen Titel gewinnen und kam wieder bis auf Rang 580 heran. Ganz anders lief es im Doppel, wo er ab 2014 fünf Futuretitel gewann und seine höchste Weltranglistenposition mit Rang 313 Mitte 2016 erreichte. 2015 gewann er vier Titel nacheinander. Im selben Jahr erreichte er erstmals auch ein Halbfinale eines Challenger-Turniers in Campinas. 2016 spielt er in der Tennis-Regionalliga, der dritthöchsten Tennisliga, beim STG Geroksruhe. Bis 2020 hielt er sich im Einzel fast durchgehend in den Top 500 der Einzelrangliste. Sein letztes Turnier spielte er Anfang 2020.